# Le Pape terrible
Le Pape terrible est une série de bande dessinée historique française écrite par Alejandro Jodorowsky, dessinée par Theo et mise en couleur par Sébastien Gérard puis Florent Bossard. Le premier tome est sorti le 21 octobre 2009 chez Delcourt, dans la collection « Histoire & histoires ».
Constituée de diptyques, Le Pape terrible fait partie d’une trilogie entamée par Jodorowsky avec Borgia, racontant différentes étapes de l’histoire du Vatican entre la fin du XVe et le début du XVIe siècle.

## Description

### Synopsis
Le matin du 18 août 1503 au Vatican sonne la mort du pape Alexandre VI. Ce dernier, de son vrai nom Rodrigo Borgia, faisait partie du clan Borgia, les ennemis jurés du cardinal Giuliano della Rovere (Jules II) qui, aidé de son vicaire et amant, entend bien profiter du champ libre pour accéder au pontificat. Ne disposant ni de l’entregent ni de la fortune nécessaire pour être élu au conclave, le cardinal va tramer dans l’ombre, concluant des alliances au moyen de promesses qu’il ne compte pas honorer, pour être élu pape sous le nom de Jules II.

### Personnages
- Giuliano della Rovere : cardinal arriviste et sans scrupules, prêt à toutes les trahisons afin d’être élu pape
- Aldosi : giton et vicaire du cardinal
- Nicolas Machiavel : écrivain florentin, théoricien de la politique et partisan de l’unité italienne

## Analyse
Le dessinateur italien Theo reçoit le scénario d’Alejandro Jodorowsky en espagnol.

## Publication

### Albums
1. Della Rovere (2009,  (ISBN 978-2-7560-1444-9))
2. Jules II (2011,  (ISBN 978-2-7560-1963-5))
3. La Pernicieuse Vertu (2013,  (ISBN 978-2-7560-2446-2))
4. L'amour est aveugle (2019,  (ISBN 978-2-7560-3935-0))